# شاغة بستانية
الشَّاغَة البُسْتَانِيَّة أو الشَّاغَة البُصَيْلِيَّة أو سمفوطن بصيلي أو سنفيتون بصيلي (الاسم العلمي:Symphytum bulbosum) هو نوع من النباتات يتبع جنس الشاغة من الفصيلة الحمحمية.